# Уильямс, Джо (футболист, 1873)
Джо́зеф Уи́льямс (англ. Joseph Williams; 1873 — дата смерти неизвестна), также известный как Джо Уи́льямс (англ. Joe Williams — английский футболист, нападающий.
Уроженец Кру (графство Чешир), Джо выступал за чеширский клуб «Маклсфилд».
В ноябре 1905 года перешёл в «Манчестер Юнайтед». Дебютировал в основном составе 25 марта 1907 года в матче против «Сандерленда», отметившись забитым мячом. В оставшейся части сезона провёл ещё два матча в чемпионате. В августе 1907 года покинул команду.